# كيفن واترس
كيفن واترس (بالإنجليزية: Kevin Waters)‏ هو كاهن كاثوليكي أمريكي، ولد في 24 يونيو 1933 في سياتل في الولايات المتحدة.